# 银临
银临（1991年12月11日—），本名向异，土家族，汉语古风音乐網路歌手。出生于湖南湘西土家族苗族自治州，毕业于中国南京大学外国语学院英语系，目前属于原创音乐团队“千城醉歌”曲部声部成员，同时是“异新音乐工作室”作曲人、主唱。代表作品有《棠梨煎雪》、《不老梦》、《牵丝戏》、《锦鲤抄》、《腐草为萤》、《泸沽寻梦》、《珍珠》、《无题雪》、《意难平》等。

## 生平

### 早年
银临的父母对音乐同样热爱，因此在父母的熏陶下，银临自小就对音乐表现出浓厚的兴趣，并且学习过电子琴和古筝，对音符和旋律有极高的敏感，小学时期曾在歌唱比赛多次获得一等奖。初中开始银临接触了一些网络翻唱，并开始用K8软件“分贝网”在尝试歌唱，之后慢慢学习尝试突破发展，2006年入驻“5SING原创音乐基地”，并成为该网站推荐歌手。此后更是结识了作曲人及男友“灰原穷”，组建了“异新音乐工作室”。

### 演艺经历
2011年，银临担任南京大学“歌声魅影”剧社年度音乐剧《歌剧魅影》主演。2012年，她担任南京大学年度音乐剧“红磨坊”导演；她还负责南京大学外国语学院院歌《我们的世界》作曲兼主唱。她也借由原创歌曲《风烟倦》和《商女恨》分别获《第二届古风原创歌曲》大赛第6和第7名。
2013年，银临发布首张个人专辑《腐草为萤》，其中共收录11首歌，包括9首全新原创音乐和2首精选音乐，此专辑在古风的基础上，谋求多变风格，增添多维元素。专辑一经推出便创造了500张专辑在两天内售空的成绩，在中国网络翻唱圈和古风圈内引起不小的轰动。其中收录的精选曲目《锦鲤抄》，掀起了翻唱的狂潮“全民炒鲤鱼”，被称为“全民抄”。
2014年8月5日，银临参加中国北京“肆季轮回”古风演唱会，演唱《腐草为萤》，并与古风歌手少司命合唱《锦鲤抄》。同年10月2日，她参与中国橘洲汉风音乐节，与“i2star”音乐组合等共同演绎中国首台亭台楼阁实景汉风音乐会。同年12月，她为网络游戏《倩女幽魂2》演唱主题曲《十世镜》。2015年5月9日，她参与在北京人民大会堂举办的“结绳纪”2015“踏歌行千山”古风音乐会巡回演出。同年8月，她与歌手河图合作，参与拍摄《醉逍遥》主题曲《问剑逍遥》MV。2016年3月19日，她参与国风动漫音乐节重庆站演出。同年5月13日，她担任南京大学“鲸声鲸聆·52.0赫兹”第35届校园十大歌星赛决赛评委并现场演唱《牵丝戏》。同年9月16日，她出席在北京鸟巢体育馆举办的“心时纪”大型国风主题演唱会，和云の泣合唱《锦鲤抄》，又和Aki阿傑合唱《牵丝戏》。
2018年2月10日晚，在网易云音乐主办的直播音乐答题节目“爱乐之战”中出任特约主持人。这是她第一次主持节目。
2018年7月14日和15日的下午，分别在杭州MAO Livehouse和南京欧拉艺术空间举办了银临首次个人线下Live——临江仙。2019年4月20日，在共青团中央主办，米漫传媒承办的“少年中国国风音乐节暨最受青年人欢迎的国风音乐”颁奖典礼上，其作品《不老梦》与《锦鲤抄》获奖，并现场演唱《不老梦》。2022年10月14日，银临在杭州举行了个人专场演出“半梦”。 从2023年10月21日，至2024年7月27日，银临举办了名为“山色有无中”的全国巡演。巡演分为四个部分，一轮包括北京、成都、长沙、西安、南京，二轮包括武汉、深圳、广州、青岛、上海（2场）、重庆，三轮包括杭州、沈阳、合肥、厦门、郑州、南昌、南宁，以及收官场北京（2场）。

## 音乐作品
银临的作品多为古风音乐，其使用的文学、历史典故偏重于表现个人情感，其音色则体现了仙俠文化的特点:66。

### 专辑
| 名称           | 发行时间   |
| -------------- | ---------- |
| 《腐草为萤》   | 2013-09-29 |
| 《蚍蜉渡海》   | 2017-09-15 |
| 《琉璃》       | 2020-07-26 |
| 《山色有无中》 | 2025-01-17 |

### 单曲
| 歌曲名称和说明                              | 发行时间   |
| ------------------------------------------- | ---------- |
| 东风志 （ft.慕寒）                          | 2016-10-15 |
| 不老梦                                      | 2016-07-17 |
| 菩提即歇 （记仓央嘉措）                     | 2016-03-13 |
| 皇太后 （《芈月传》主题曲）                 | 2016-02-02 |
| 秋水无恙 （ft.五色石南叶,【问心】专辑）     | 2015-12-23 |
| 有一封信                                    | 2015-12-18 |
| 诗与岁月同歌                                | 2015-11-12 |
| 生死劫 （ft.五音,【聆音】专辑）             | 2015-09-27 |
| 一梦逍遥 （《醉逍遥》主题曲）               | 2015-09-01 |
| 潜别离 （ft.洪尘）                          | 2015-09-01 |
| 山海侧 （ft.HITA）                          | 2015-08-17 |
| 雪舞 （《以梦为马》专辑收录）               | 2015-06-03 |
| Don't Don't                                 | 2015-05-15 |
| 牵丝戏 （ft.Aki阿杰）                       | 2015-01-27 |
| 十世镜 （倩女幽魂2十世镜主题曲）            | 2014-12-09 |
| 邻里天涯 （《千里丹心万里路》）             | 2014-11-24 |
| 湘桥月 （ft.鸦青）                          | 2014-08-20 |
| 歌声のキセキ【以歌为迹】                    | 2014-05-03 |
| 远行歌 （原创音乐游戏《大琴师》主题曲）     | 2014-04-12 |
| 天若灵犀 （ft.小曲儿）                      | 2013-09-19 |
| 枯荣 （ft.Aki阿杰）                         | 2013-07-17 |
| 幽幽东流水                                  | 2013-06-19 |
| 情戒                                        | 2013-05-26 |
| 眉目如画                                    | 2013-05-26 |
| 故友 （仙剑五前-紫红白）                    | 2013-05-03 |
| 风烟倦 （搜神记纪念《刹那芳华》烈烟石主题） | 2012-12-04 |
| 天凉好个秋                                  | 2012-11-15 |
| 七夕                                        | 2012-10-27 |
| 局中迷 （华胥引同人歌）                     | 2012-10-12 |
| 爱的停格 （ft.灰原穷）                      | 2012-10-08 |
| 午夜蓝的传说                                | 2012-09-12 |
| 商女恨                                      | 2012-08-10 |
| 谁能不思量                                  | 2012-08-07 |
| 江城唱晚                                    | 2012-06-23 |
| 一朝雪                                      | 2012-06-21 |
| 半生时光                                    | 2012-05-03 |
| 小河淌水                                    | 2012-04-24 |
| 罪与罚                                      | 2012-03-30 |
| 轻云谣                                      | 2012-03-24 |
| 大唐西游历险记                              | 2012-03-18 |
| 傀儡偶                                      | 2012-02-15 |
| 风雨谣                                      | 2012-02-08 |
| 沉迷                                        | 2011-11-18 |
| 放手荣华                                    | 2011-07-18 |

### 为他人创作（作曲或作词）
| 歌曲名称和说明                                  | 演唱者                                  | 发行时间   |
| ----------------------------------------------- | --------------------------------------- | ---------- |
| 东风志 （【作曲】《魔道祖师》同人歌曲）         | Aki阿杰                                 | 2016-06-10 |
| 狐言 （【作曲】倩女女刀同人角色歌）             | 河图 & 洛天依                           | 2015-12-10 |
| 也无风雨 （【作曲】之一,《五声·十色》专辑收录） | 五色石南叶&绯村柯北                     | 2015-11-30 |
| 守 （【作曲】《诛仙世界》官方推介曲）           | 河图                                    | 2015-09-16 |
| 青原樱 （【作曲】《故曲·今歌》收录）            | 人衣大人                                | 2015-08-16 |
| 莫问归处 （【作曲】）                           | HITA/小曲儿/流浪的蛙蛙/贰婶/重小烟/伦桑 | 2015-07-08 |
| 天禁诀 （【作曲】网游《天之禁》主题曲）         | 光良                                    | 2015-04-22 |
| 放鹤亭 （【作曲】）                             | 坠子                                    | 2015-02-28 |
| Truth In Fiction （【作曲】）                   | 静翎                                    | 2014-11-05 |
| Blind Puppet （【作曲】）                       | 卿                                      | 2014-11-05 |
| 两相负 （【作曲】）                             | 竹桑&重小烟                             | 2013-03-31 |
| 檀雾封城 （【作曲】）                           | 檀烧                                    | 2013-03-02 |